# Osmia pulsatillae
Osmia pulsatillae är en biart som beskrevs av Cockerell 1907. Osmia pulsatillae ingår i släktet murarbin, och familjen buksamlarbin. Inga underarter finns listade i Catalogue of Life.